# Hayner Montaño
Hayner Montaño (Guapi, Cauca, 2 de diciembre de 1997) es un jugador de baloncesto colombiano. Con 1,90 metros de altura, juega habitualmente en la posición de escolta. Es miembro de la selección de baloncesto de Colombia.

## Trayectoria
Montaño comenzó a practicar baloncesto a los 13 años, un par de años después de que su familia se mudase de Guapi a Cali. A partir de 2017 se profesionalizó, incorporándose al Fastbreak del Valle. En abril de 2019 sufrió una rotura de ligamento cruzado en su rodilla izquierda, lo que alejó de las canchas por casi dos años.
Volvió a la acción durante el Torneo Apertura de la LCB, integrando el plantel del Team Cali.
Montaño disputó la Liga Ecuatoriana de Baloncesto Profesional 2022 con el Jorge Guzmán, consagrándose campeón.
Ha participado de los Juegos Deportivos Nacionales de Colombia en representación del Valle del Cauca.

## Selección nacional
Si bien Montaño no jugó con los seleccionado juveniles de baloncesto de Colombia, si lo ha hecho con la selección absoluta. Además de disputar varios partidos de las eliminatorias a la Copa Mundial de Baloncesto y a la FIBA AmeriCup, integró el plantel que compitió en la FIBA AmeriCup de 2022.
Asimismo representó a su país en la FIBA AmeriCup 3x3 de 2023 y de 2024. 